# Élections législatives danoises de 1971
Les élections législatives danoises de 1971 ont eu lieu le 21 septembre 1971.

## Contexte
À la suite des élections précédentes, Hilmar Baunsgaard, devient Premier ministre à la tête d'un gouvernement rassemblant le Parti social-libéral danois, dont il est membre, la Venstre et le Parti populaire conservateur. Ces élections se tiennent un an avant la fin du mandat des députés.

## Système électoral
Les 179 députés du Folketing sont élus au suffrage universel direct pour un mandat de quatre ans via un système électoral mixte associant un scrutin proportionnel plurinominal dans le cadre de circonscriptions associé à une répartition par compensation.
Les 179 députés sont répartis comme suit, :
- 175 pour le Danemark propre ;
- 2 pour les Îles Féroé ;
- 2 pour le Groenland.

## Résultats

### Danemark métropolitain
| Inscrits                     | Inscrits                 | Inscrits                 | 3 330 385 |             |                       |                       |
| Abstentions                  | Abstentions              | Abstentions              | 426 289   | 12,8 %      |                       |                       |
| Votants                      | Votants                  | Votants                  | 2 904 096 | 87,2 %      |                       |                       |
|                              |                          |                          |           |             |                       |                       |
| Bulletins enregistrés        | Bulletins enregistrés    | Bulletins enregistrés    | 2 904 096 |             |                       |                       |
| Bulletins blancs ou nuls     | Bulletins blancs ou nuls | Bulletins blancs ou nuls | 20 196    | 0,7 %       |                       |                       |
| Suffrages exprimés           | Suffrages exprimés       | Suffrages exprimés       | 2 883 900 | 99,3 %      | 175 sièges à pourvoir | 175 sièges à pourvoir |
|                              |                          |                          |           |             |                       |                       |
| Liste                        | Tête de liste            |                          | Suffrages | Pourcentage | Sièges acquis         | Var.                  |
| Social-démocratie            | Jens Otto Krag           |                          | 1 074 777 | 37,27 %     | 70 / 175              | +8                    |
| Parti populaire conservateur | Erik Ninn-Hansen         |                          | 481 335   | 16,69 %     | 31 / 175              | -6                    |
| Venstre                      | Poul Hartling            |                          | 450 904   | 15,64 %     | 30 / 175              | -4                    |
| Parti social-libéral danois  | Hilmar Baunsgaard        |                          | 413 620   | 14,34 %     | 27 / 175              | =                     |
| Parti populaire socialiste   | Sigurd Ømann             |                          | 262 756   | 9,11 %      | 17 / 175              | +6                    |
| Chrétiens démocrates         | Jacob Christensen        |                          | 57 072    | 1,98 %      | 0 / 175               | n/a                   |
| Parti de la justice          | Direction collégiale     |                          | 50 231    | 1,74 %      | 0 / 175               |                       |
| Socialistes de gauche        | Direction collégiale     |                          | 45 979    | 1,59 %      | 0 / 175               | -4                    |
| Parti communiste du Danemark | Knud Jespersen           |                          | 39 564    | 1,37 %      | 0 / 175               | =                     |
| Parti du Schleswig           | Néant                    |                          | 6 743     | 0,23 %      | 0 / 175               | n/a                   |
| Indépendants                 | Néant                    |                          | 919       | 0,03 %      | 0 / 175               | =                     |

### Féroé
| Inscrits                    | Inscrits                 | Inscrits                 | 23 242    |             |                     |                     |
| Abstentions                 | Abstentions              | Abstentions              | 10 040    | 43,2 %      |                     |                     |
| Votants                     | Votants                  | Votants                  | 13 202    | 56,8 %      |                     |                     |
|                             |                          |                          |           |             |                     |                     |
| Bulletins enregistrés       | Bulletins enregistrés    | Bulletins enregistrés    | 13 202    |             |                     |                     |
| Bulletins blancs ou nuls    | Bulletins blancs ou nuls | Bulletins blancs ou nuls | 2 487     | 18,84 %     |                     |                     |
| Suffrages exprimés          | Suffrages exprimés       | Suffrages exprimés       | 10 715    | 81,16 %     | 2 sièges à pourvoir | 2 sièges à pourvoir |
|                             |                          |                          |           |             |                     |                     |
| Liste                       | Tête de liste            |                          | Suffrages | Pourcentage | Sièges acquis       | Var.                |
| Parti social-démocrate      | Johan Nielsen            |                          | 4 170     | 38,92 %     | 1 / 2               | =                   |
| Parti de l'union            | Néant                    |                          | 2 855     | 26,64 %     | 0 / 2               | =                   |
| Parti du peuple             | Hákun Djurhuus           |                          | 2 680     | 25,01 %     | 1 / 2               | =                   |
| Parti de l'autogouvernement | Néant                    |                          | 648       | 6,05 %      | 0 / 2               | n/a                 |
| Parti du progrès            | Néant                    |                          | 362       | 3,38 %      | 0 / 2               | =                   |

### Groenland
| Votants                  | Votants                  | Votants                  | 7 343     |             |                     |                     |
|                          |                          |                          |           |             |                     |                     |
| Bulletins enregistrés    | Bulletins enregistrés    | Bulletins enregistrés    | 7 343     |             |                     |                     |
| Bulletins blancs ou nuls | Bulletins blancs ou nuls | Bulletins blancs ou nuls | 195       | 2,66 %      |                     |                     |
| Suffrages exprimés       | Suffrages exprimés       | Suffrages exprimés       | 7 148     | 97,34 %     | 2 sièges à pourvoir | 2 sièges à pourvoir |
|                          |                          |                          |           |             |                     |                     |
| Liste                    | Tête de liste            |                          | Suffrages | Pourcentage | Sièges acquis       | Var.                |
| Indépendants             | Néant                    |                          | 7 148     | 100 %       | 2 / 2               | =                   |